# سرود ملی بحرین
بحرین ما (به عربی: بحريننا) سرود ملی بحرین است که توسط محمد صدقی عیاش سروده و در سال ۱۹۷۱ میلادی، پس از استقلال این کشور، به عنوان سرود ملی انتخاب شد. در سال ۲۰۰۲ میلادی پس از همه‌پرسی و تأسیس پادشاهی بحرین، این سرود به سرود پادشاهی مبدل گشت.